# Lobelia portoricensis
Lobelia portoricensis là loài thực vật có hoa trong họ Hoa chuông. Loài này được (Vatke) Urb. mô tả khoa học đầu tiên năm 1899.